# MIM-104 Patriot

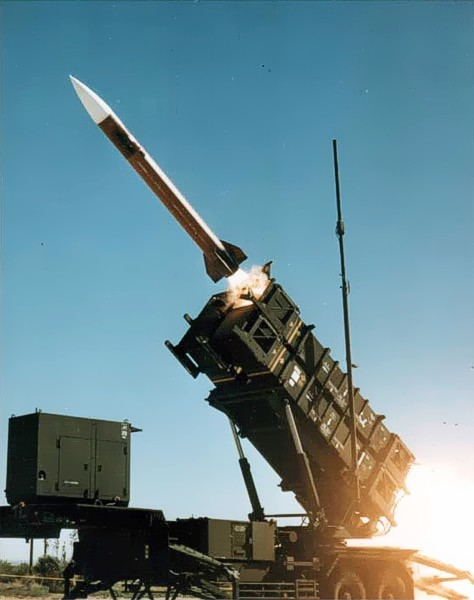
Deze Patriot-launcher bevat vier raketten uit de pre-PAC-3-generatie

De MIM-104 Patriot (acroniem voor Phased Array Tracking Radar to Intercept On Target) is een middellange-afstand-luchtafweersysteem van het Amerikaanse Raytheon. Het wapen raakte vooral bekend door het gebruik tijdens de Golfoorlog van 1990-1991.
Vanaf 1984 heeft het bij de NAVO-troepen geleidelijk het verouderde HAWK-systeem vervangen. Patriot-systemen zijn door  de fabrikant geleverd aan de Verenigde Staten, Marokko, Nederland, Duitsland, Japan, Israël, Saoedi-Arabië, Koeweit, Taiwan, Griekenland, Spanje, Zuid-Korea en de Verenigde Arabische Emiraten. Door tweedehands verkoop en terbeschikkingstelling zijn de systemen nu ook in gebruik in Polen, Jordanië, Egypte en Oekraïne.

## Het Patriotsysteem
De ontwikkeling van het Patriot-raketsysteem begon in de jaren 60. Vanaf 1976 werd het specifiek aangepast voor luchtdoelen. In 1984 werd het systeem operationeel. De raket die toen in gebruik was, was de DIGITAL missile. In 1988 werd de technologie geüpgraded naar de zogenoemde PAC-generaties (patriot advanced capability). De eerste verbetering betrof de SOJC (Stand-Off Jammer Configuration, PAC-1) die geoptimaliseerd was voor onderschepping op grote afstand van vliegtuigen met stoorzenders. Vlak voor de Golfoorlog van 1990-1991 werd de ATM (Anti Tactical Missile, PAC-2) in gebruik genomen, die geschikt was voor het onderscheppen van ballistische raketten. Omdat na de Golfoorlog bleek dat de ATM's zeer matig gepresteerd hadden, werd er een ontwerpverbetering doorgevoerd die bekend is onder de naam GEM (Guidance Enhanced Missile). 
Doordat de dreiging van ballistische raketten in de wereld steeds groter wordt geacht, heeft de Amerikaanse overheid de industrie opdracht gegeven een hit-to-kill-raket te ontwikkelen, dat wil zeggen een raket die het doelwit vernietigt door ertegen aan te vliegen. Raytheon (de fabrikant van de originele DIGITAL- tot en met GEM-generaties) stelde een verbeterde versie van de GEM-raket voor, Lockheed Martin kwam met een volledig nieuw ontwerp: de Patriot PAC-3. Het ontwerp van Lockheed Martin is uiteindelijk gekozen. De PAC-3 is bij de Verenigde Staten, Nederland, Duitsland en Japan in gebruik. 
Het Patriotsysteem is opgebouwd rond acht gecombineerde transport- en lanceerinrichtingen. Elke lanceerder (launcher) kan tot vier raketten uit de DIGITAL- tot en met GEM-generatie vervoeren en lanceren. Er kunnen maximaal zestien PAC-3-raketten op een launcher geplaatst worden;vier canisters met elk vier raketten. Het systeem bevat verder een controlestation (ECS - engagement control station), een opsporingsradar en een antennegroep. Het systeem gebruikt track-via-missile-besturing en active radar homing.
De minimale inzet van een mobiel lanceerstation omvat een lanceerinstallatie, radarstation, vuurleidingscentrale en een generator. Een normale inzet omvat 25 voertuigen met een mix van Standard- en PACIII-raketten aan boord.

## Gebruikers

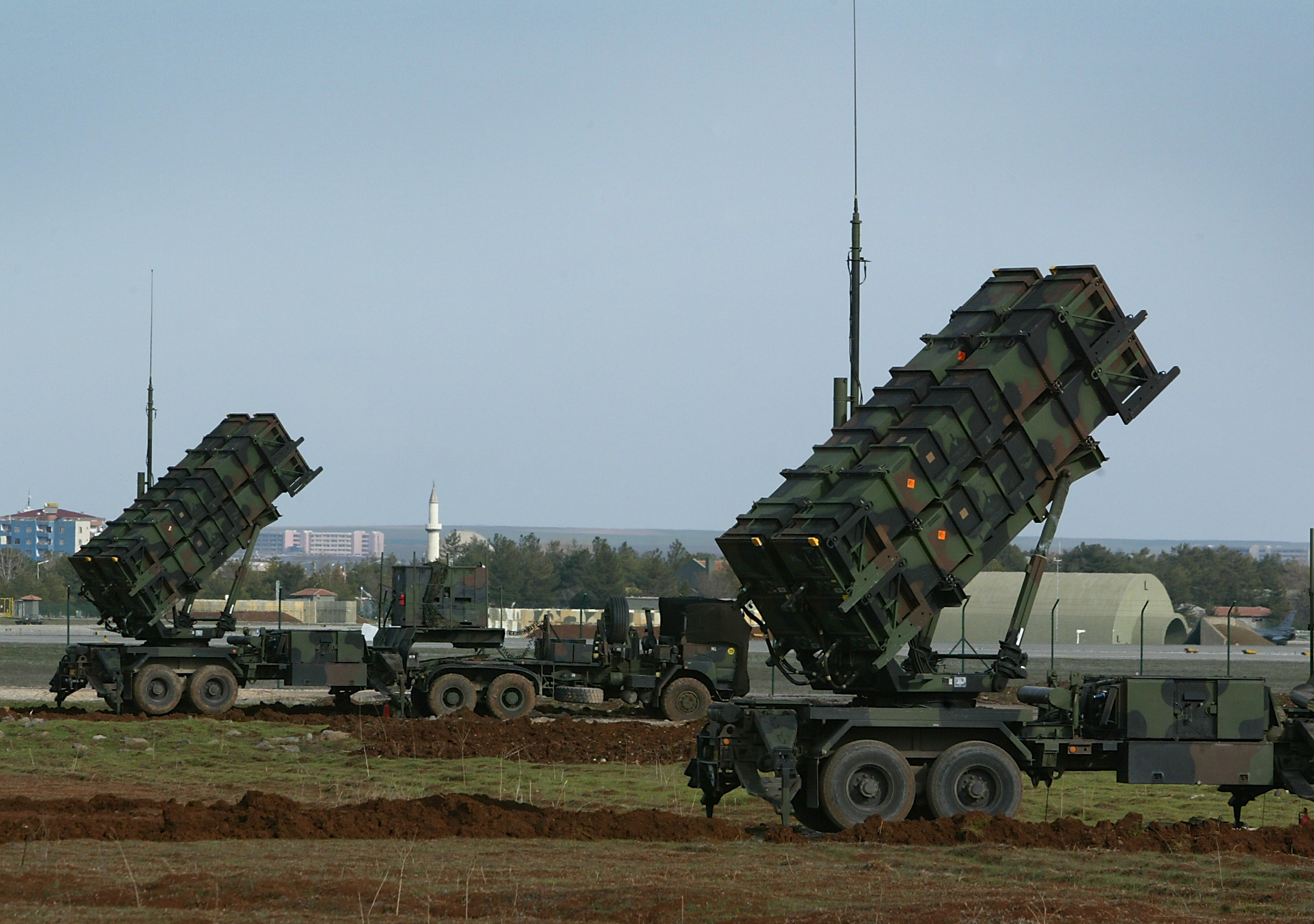
Nederlandse Patriots in Turkije tijdens de Golfoorlog in 2003

Nederland is samen met Duitsland, Spanje, Griekenland en de Verenigde Staten een van de NAVO-landen die beschikken over het Patriot-luchtverdedigingssysteem. De Patriots zijn onderdeel van het Defensie Grondgebonden LuchtverdedigingsCommando (DGLC). De Nederlandse Patriots maken gebruik van zowel de oudere GEM-raket als de moderne PAC-3-raket. In totaal beschikt Nederland over een squadron met drie firing units.
In december 2022 zegden de Verenigde Staten toe om MIM-104 Patriot-luchtafweer te leveren aan Oekraïne.

## Raket

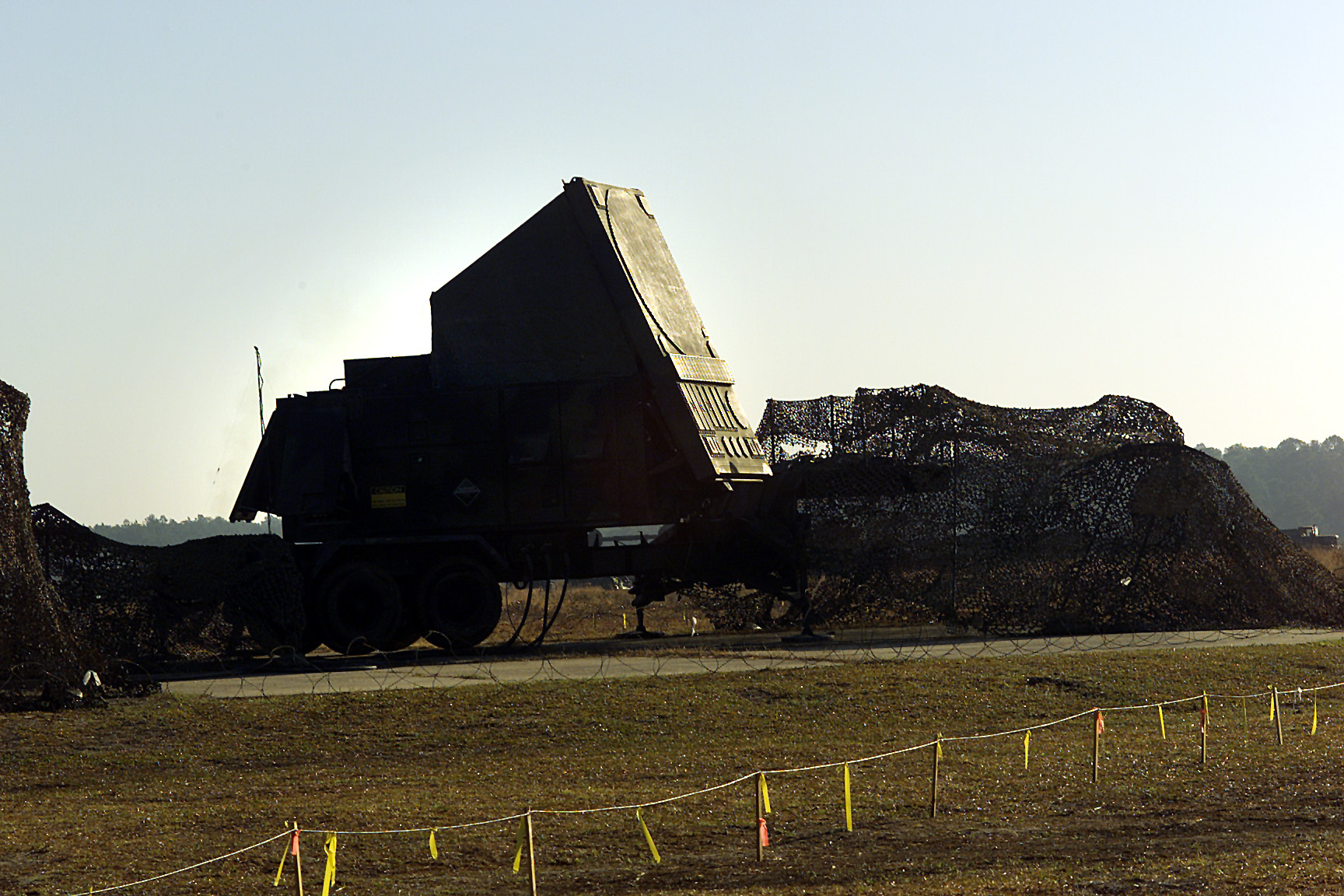
Het AN-MPQ53-radarsysteem kan doelen herkennen en volgen, evenals de gelanceerde raketten begeleiden

Het Patriotsysteem kan twee rakettypen afvuren:
- DIGITAL, SOJC, ATM, GEM: voornamelijk ingezet tegen luchtdoelen (straaljagers en bommenwerpers).
- PAC-3: voornamelijk ingezet tegen ballistische raketten en kruisvluchtwapens.

De DIGITAL- tot en met GEM-raketten zijn 5,3 meter lang, hebben 900 kg massa en worden aangedreven door een raketmotor die een uitbrandsnelheid bereikt van Mach 5. Ze bevatten een 91 kg wegende springkop met een nabijheidsontsteker.
De PAC-3-raket is 5,2 meter lang, heeft 312 kg massa en wordt aangedreven door een raketmotor die een uitbrandsnelheid bereikt van Mach 5. De PAC-3 bevat geen springkop, maar schakelt het doel uit door er met hoge snelheid tegenaan te vliegen (hit-to-kill, of kinetic energy kill). De Lethality Enhancer heeft wel een springlading; het gaat er daarbij niet om dat de fragmenten een hogere snelheid hebben dan het projectiel zelf, maar dat de zijwaartse beweging de effectieve doorsnede en dus de trefkans vergroot. Dit gebeurt op hoogte 15 kilometer bij een vliegbereik van circa 50 kilometer.